# كاهاي
كاهاي (بالإنجليزية: kahai)‏ في الميثولوجيا الهاوائية هي ربة النور في هاواي.